# Ralf Wolter
Ralph Wolter, accreditato talvolta come Ralph Wolter o Ralph Wolters (Berlino, 26 novembre 1926 – Monaco di Baviera, 14 ottobre 2022), è stato un attore tedesco.

## Biografia
In Italia partecipò al film commedia Operazione San Gennaro (1966), nel ruolo di Frankie, il tecnico americano specializzato in furti.
Nel 2002 provocò la morte di tre persone in un incidente automobilistico, venendo quindi condannato a dieci mesi con la condizionale. 

## Filmografia parziale

### Cinema
- Le confessioni del filibustiere Felix Krull (Bekenntnisse des Hochstaplers Felix Krull), regia di Kurt Hoffmann (1957)
- Night Club (Die Beine von Dolores), regia di Géza von Cziffra (1957)
- L'angelo sporco (Schmutziger Engel), regia di Alfred Vohrer (1958)
- Tempo di vivere (A Time to Love and a Time to Die), regia di Douglas Sirk (1958)
- Finalmente l'alba (Wir Wunderkinder), regia di Kurt Hoffmann (1958)
- I trafficanti di Singapore (Peter Voss, der Held des Tages), regia di Georg Marischka (1959)
- La gran vita (Das kunstseidene Mädchen), regia di Julien Duvivier (1960)
- Accusa di omicidio (Unter Ausschluß der Öffentlichkeit), regia di Harald Philipp (1961)
- Uno, due, tre! (One, Two, Three), regia di Billy Wilder (1961)
- Il tesoro del lago d'argento (Der Schatz im Silbersee), regia di Harald Reinl (1962)
- La valle dei lunghi coltelli (Winnetou - 1. Teil), regia di Harald Reinl (1963)
- La locanda di Dartmoor (Das Wirtshaus von Dartmoor), regia di Rudolf Zehetgruber (1964)
- La battaglia di Fort Apache (Old Shatterhand), regia di Hugo Fregonese (1964)
- Una carabina per Schut (Der Schut), regia di Robert Siodmak (1964)
- I violenti di Rio Bravo (Der Schatz der Azteken), regia di Robert Siodmak (1965)
- Operazione San Gennaro, regia di Dino Risi (1966)
- Una bara per Ringo, regia di José Luis Madrid (1966)
- Muori lentamente... te la godi di più (Mister Dynamit - Morgen küßt euch der Tod), regia di Franz Josef Gottlieb (1967)
- L'uomo dal lungo fucile (Winnetou und Shatterhand im Tal der Toten), regia di Harald Reinl (1968)
- La straordinaria fuga dal campo 7A (Hannibal Brooks), regia di Michael Winner (1969)
- Il trionfo della casta Susanna (Frau Wirtin hat auch eine Nichte), regia di Franz Antel (1969)
- Alle dame del castello piace molto fare quello (Komm liebe Maid und mache), regia di Josef Zachar (1969)
- Desideri, voglie pazze di tre insaziabili ragazze (Alle Kätzchen naschen gern), regia di Josef Zachar (1969)
- Aiuto! mi ama una vergine (Hilfe, mich liebt eine Jungfrau), regia di Arthur Maria Rabenalt (1970)
- Cabaret, regia di Bob Fosse (1972)
- L'uovo del serpente (The Serpent's Egg), regia di Ingmar Bergman (1977)
- Asterix conquista l'America, regia di Gehrard Hahn (1994)
- Vendetta, regia di Mikael Håfström (1995)
- Dinosaurier, regia di Leander Haußmann (2009)

### Televisione
- Ein Fall für Titus Bunge - serie TV, 13 episodi (1967)